# Ануграх Нараян Синха
Ануграх Нараян Синха (хинди अनुग्रह नारायण सिंह, англ. Anugrah Narayan Sinha); 18 июня 1887, Аурангабад, Бенгальское президентство — 5 июля 1957, Патна, Бихар)
— индийский националист, государственный и общественный деятель, участник национально-освободительного антиколониального движения, юрист. Известный, как Бихар Вибхути («Жемчужина Бихара»).

## Биография

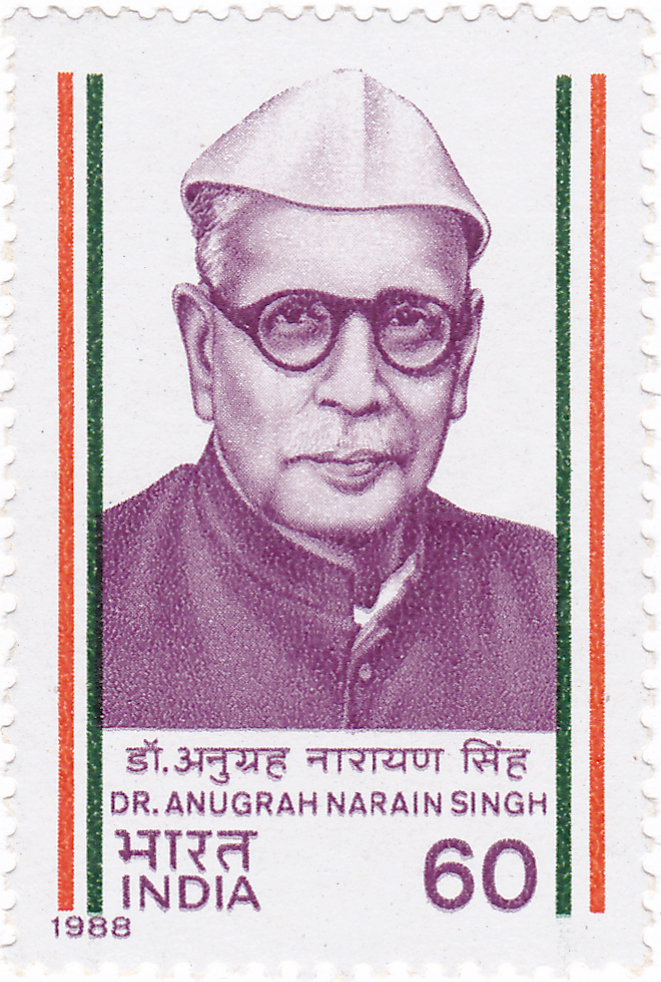
Ануграх Нараян Синха на почтовой марке Индии 1988 г.

Представитель касты раджпутов. В 1914 году окончил Калькуттский университет. В 1915—1916 годах — преподаватель истории в колледже в Бхагалпуре. Позже, занимался успешной юридической практикой в Высоком суде Патны.
В 1917 году оставил юридическую практику и присоединился к движению за независимость Индии от Великобритании Махатмы Ганди. В 1923 году стал одним из генеральных секретарей Всеиндийского комитета Конгресса (AICC). Видный деятель Движения гражданского неповиновения, возглавляемого М. Ганди. Преследовался британскими колониальными властями. В 1933—1934 годах в течение 15 месяцев отбывал тюремный срок строгого заключения.
В 1923—1926 и 1926—1930 годах избирался членом Центрального Законодательного Совета Индии, верхней палаты законодательного органа Британской Индии.
В 1936 году стал членом Законодательного собрания Бихара. Заместитель премьер-министра и министр финансов штата Бихар (20 июля 1937 — 31 октября 1939).
В 1942 году был арестован британскими властями и заключён в центральную тюрьму Хазарибага. В 1944 году — освобождён.
В 1946—1950 годах — член Учредительного собрания Индии, принявшего Конституцию Индии. В 1946—1957 годах — заместитель премьер-министра и министр финансов штата Бихар.

## Память
- В г. Патна Ануграху Нараяну Синхе установлен памятник.
- В 1988 году почта Индии выпустила марку с его изображением.